# Coupe des Pays-Bas de football 1974-1975
Navigation
Édition précédente Édition suivante
La Coupe des Pays-Bas de football 1974-1975, nommée la KNVB beker, est la 57e édition de la Coupe des Pays-Bas. La finale se joue le 15 mai 1975 au stade Feijenoord à Rotterdam.
Le club vainqueur de la coupe est qualifié pour la Coupe d'Europe des vainqueurs de coupe de football 1975-1976.

## Finale
Le FC La Haye bat le FC Twente'65 1 à 0 et remporte son deuxième titre.
Le FC La Haye qui termine 10e du championnat se qualifie pour la Coupe d'Europe des vainqueurs de coupe de football 1975-1976.